# Gladiolus ecklonii
Gladiolus ecklonii är en irisväxtart som beskrevs av Johann Georg Christian Lehmann. Gladiolus ecklonii ingår i släktet sabelliljor, och familjen irisväxter. Inga underarter finns listade i Catalogue of Life.